# 高橋あみか
高橋 あみか（たかはし あみか、10月28日 - ）は、日本の女性声優。キャロットハウス所属。東京都出身。明治大学文学部 史学地理学科 考古学専攻卒業。

## 人物
動物好き、古墳好きの歴女声優。世界の遺跡巡りが趣味で、特に奈良県の飛鳥地方を好いている。
父方は東京都、母方は岐阜県の関ヶ原である。

## 出演
太字はメインキャラクター。

### テレビアニメ
- 空中ブランコ（2009年）
- 薄桜鬼シリーズ（2010年 - 2012年、あぐり、町人、少女）- 3シリーズ

### OVA
- ステディ×スタディ（2004年、切詰たまえ）
- スペクトラルフォース クロニクル ディバージェンス（2005年、プラーナ）
- リバースムーン ディバージェンス（2005年、エリシス）

### ゲーム
2003年
- 新紀幻想 スペクトラルソウルズ（ニヴァ、ノーラ・ノーラ、イグリアス、メイヴ）

2004年
- 新天魔界 ジェネレーションオブカオスIV（シュリリク、バド、クラネット、エレティーナ、チャイロ）
- ステディ×スタディ（薄井遥）
- スペクトラルフォース ラジカルエレメンツ（プラーナ、イデル）
- ロスト・アヤ・ソフィア（藤崎真帆）

2005年
- 新紀幻想 〜SSII アンリミテッドサイド〜（ノーラ・ノーラ、ミック、ヴァイオレット、グウィネヴィア）
- 新紀幻想 スペクトラルソウルズII（ノーラ・ノーラ、ミック、ヴァイオレット、グウィネヴィア）
- 新天魔界 〜GOCIV アナザサイド〜（シュリリク）
- 新天魔界 ジェネレーション オブ カオスV（フィオナ、ナジ、ロリアンヌ）
- スペクトラルフォース クロニクル（プラーナ、フェンリル、シャロン、レイン）
- リバースムーン（コノハ、アクスウェル、エリシス）

2006年
- イーディスメモリーズ〜新天魔界GOC5〜（フィオナ、ゼナ、ナジ、ロリアンヌ）
- カオスウォーズ（斉藤小雪〈リトル・スノー〉、MAKO）
- 緋色の欠片（フィーア）
- 闇夜にささやく〜探偵 相楽恭一郎〜（神楽坂和香）
- MicMacオンライン キャンペーン声優

2007年
- アガレスト戦記（ファイーナ）
- アポカリプス ディザイア ネクスト（エリクリーゼ）
- 桜蘭高校ホスト部（姫宮小百合）
- けーたいdeたころん（ころん）
- しゃるうぃ〜☆たころん（ころん）
- ディアーリオ リバースムーン レジェンド（コノハ、アクスウェル、エリシス）
- のーコネパズル たころん（ころん）
- 緋色の欠片 〜あの空の下で〜（フィーア）
- ミストオブカオス（ソフィア、三日月、サクリル）
- 妖鬼姫伝 〜あやかし幻灯話〜（樹零）

2008年
- アガレスト戦記 リアピアランス（ファイーナ）
- お掃除戦隊くりーんきーぱー（保田百合、女王）
- 神代學園幻光録 クル・ヌ・ギ・ア（三島鏡子）
- クロスエッジ（アネーシャ）
- スゴロクロニクル 〜右手に剣を左手にサイコロを〜（ハオ、へるがいあ、舞姫）
- スペクトラルフォースジェネシス（ルフィオーネ、ヤミィ）
- 蒼黒の楔 緋色の欠片3 （フィーア）
- 緋色の欠片 ポータブル（フィーア）
- 緋色の欠片DS（フィーア）

2009年
- いつかこの手が穢れる時に -SPECTRAL FORCE LEGACY-（プラーナ）
- S.Y.K 〜新説西遊記〜（金閣）
- 桜蘭高校ホスト部DS（姫宮小百合）
- お掃除戦隊くりーんきーぱーH（保田百合、女王、保田スミレ、）
- クロスエッジ ダッシュ（アネーシャ）
- たっちdeたころん（ころん）
- 緋色の欠片 愛蔵版（フィーア）
- ラブマジ（冬の女王）
- Let's 全力ヒッチハイク!!!!!!!!!（むすめ、おかん）

2010年
- アーメン・ノワール（ヴァルチャー）
- アガレスト戦記2（ネメシス）
- S.Y.K 〜新説西遊記〜Portable（金閣）
- S.Y.K 〜蓮咲伝〜（金閣）
- 真・マスターオブモンスターズFinal EX〜無垢なる嘆き、天冥の災禍〜 （アメリア、ブリュンヒルデ）
- 超次元ゲイム ネプテューヌ（火市姫）
- 薄桜鬼 黎明録（あぐり）
- 蒼黒の楔 緋色の欠片3 ポータブル（フィーア）
- 二世の契り（綾姫）
- 原宿探偵学園 スチールウッド（青山麻衣子）
- ハンゲーム NikQ（つぼみ姫ミィコ、すてねこチック）

2011年
- アットゲームズ セルフィ・サウンドレコード（シズカ）
- Are you Alice?
- インスタントブレイン（砂九羅コシノ、警部）
- S.Y.K 〜蓮咲伝〜 Portable（金閣）
- スペクトラルソウルII アンドロイド（ノーラ・ノーラ、ミック、グィネヴィア）
- 薄桜鬼 黎明録 ポータブル（あぐり）
- 華鬼 〜恋い初める刻 永久の印〜（朝霧早苗）
- 蒼黒の楔 緋色の欠片3 DS（フィーア）
- 二世の契り 想い出の先へ（綾姫）
- 緋色の欠片 愛蔵版 〜あかねいろの追憶〜（フィーア）
- ましろ色シンフォニー *mutsu-no-hana（女生徒）
- ワンド オブ フォーチュン2 〜時空に沈む黙示録〜（エルゼ・フォルトナー）

2012年
- アーメン・ノワール ポータブル（ヴァルチャー）
- 薄桜鬼 黎明録 DS（あぐり）
- 薄桜鬼 黎明録 名残り草（あぐり）
- 華鬼 〜夢のつづき〜（朝霧早苗）
- 蒼黒の楔 緋色の欠片3 明日への扉（フィーア）
- 緋色の欠片 iOS/Android（フィーア）
- BROTHERS CONFLICT PASSION PINK（水上夏希）
- ワンド オブ フォーチュン2 FD 〜君に捧げるエピローグ〜（エルゼ・フォルトナー）

2013年
- auスマートパス ラブマジ（冬の女王）
- 裏語 薄桜鬼（椿）
- 白華の檻〜緋色の欠片4〜四季の詩（クイナ）
- 十鬼の絆 花結綴り
- 二世の契りPC版（綾姫）
- 薄桜鬼 懐古録

2014年
- 裏語 薄桜鬼〜暁の調べ〜
- 城姫クエスト（大和郡山城、竹田城、松山城、高松城、足利氏館）
- 超女神信仰 ノワール 激神ブラックハート（ビオ）

2015年
- ゆのはなSpRING!（早月千代）
- 薄桜鬼 黎明録 思馳せ空（あぐり）

2016年
- 城姫クエスト 極（大和郡山城、竹田城、松山城、高松城、足利氏館）
- 天空のクラフトフリート（ロザリンデ、ルフィナ、ルーチェ、マルファ、チェルシー）
- 遙かなる時空の中で6 幻燈ロンド
- BROTHERS CONFLICT　Precious Baby（水上夏希）
- ゆのはなSpRING! 〜Cherishing Time〜（早月千代）

2017年
- Side Kicks!
- 緋色の欠片 〜おもいいろの記憶〜（フィーア）
- 天空のクラフトフリート（ビアンヌ）
- Code:Realize 〜白銀の奇跡〜
- ワンド オブ フォーチュン R2 〜時空に沈む黙示録〜（エルゼ・フォルトナー）

2018年
- ワンド オブ フォーチュン R2 FD ～君に捧げるエピローグ～（エルゼ・フォルトナー）

2019年
- 遙かなる時の中で6 DX
- BROTHERS CONFLICT　Precious Baby　for Nintendo Switch（水上夏希）
- ゆのはなSpRING！ ～Mellow Times～ for Nintendo Switch（早月千代）

2020年
- エコーズオブパンドラ（モーゼル98K、三八式歩兵銃、コロホウセンカ、コルトパイソン、A-20）

2022年
- even if TEMPEST 宵闇にかく語りき魔女（ヘレン・プレストン）

2023年
- ワンド オブ フォーチュン R2 〜時空に沈む黙示録〜 for Nintendo Switch（エルゼ・フォルトナー）
- ワンド オブ フォーチュン R2 FD 〜君に捧げるエピローグ〜 for Nintendo Switch（エルゼ・フォルトナー）

2024年
- 緋色の欠片 玉依姫奇譚 ～おもいいろの記憶～ for Nintendo Switch（フィーア）

2025年
- 蒼黒の楔 ～緋色の欠片 玉依姫奇譚～ for Nintendo Switch（フィーア）
-  超女神信仰 ノワール 激神ブラックハート（ビオ）

### 吹き替え
- プリズン・ブレーキ（ジンジャー）

### CM
- TVK ビナウォークCM（エビスリー）
- ローソンCMボイス

### ナレーション
- ノートン・インターネットセキュリティ（PVナレーション）
- 教育DVD 東京ガスエコ・クッキング（水のエコロ）

### ドラマCD
- S.Y.K 〜新説西遊記〜 奪え!伝説のゴマ団子! 〜高級安眠枕も忘れるな〜（金閣）
- 桜蘭高校ホスト部 ボイス集+声優インタビューCD
- お掃除戦隊くりーんきーぱー 限定版CD「心の汚れをきれいきれいCD」（安田百合、女王）
- お掃除戦隊くりーんきーぱーボイスドラマ〜くりきん☆劇場〜（安田百合、女王）
- 新天魔界ジェネレーションオブカオスV 開発者&声優インタビューCD
- 二世の契り 想い出の先へ 店舗特典ドラマCD 残り香（綾姫）
- アニメ「薄桜鬼」キャラクターCD 幕末花風抄 沖田総司（子供）
- 緋色の欠片DS 特典ドラマCD アリアへのプレゼント（フィーア）
- 緋色の欠片キャラクターソングシリーズ Vol.4、Vol.5 ミニドラマ（フィーア）
- 姫城クエストボイスドラマ「城姫 真夏の海合宿」（大和郡山城）
- 闇夜にささやく〜探偵相楽恭一郎〜 特典ドラマCD（神楽坂和香）
- 妖気姫伝〜あやかし幻灯話〜 特典ドラマCD（樹零）
- ロストアヤソフィア 封印さがしCHAO!（藤崎真帆）

### 歌
- 新天魔界 ジェネレーション オブ カオスV 挿入歌「いつかまた」
- しゃるうぃ〜☆たころん 主題歌「たこ焼きたころん」

### ラジオ
- 名塚佳織のアイエフ放送局（ゲスト）
- まりたん あみみん ゆーやんの ふわふわ ゆあ えんじぇる（葛飾FM）
- くりきんRadio-くりーんきーぱーのラヂオはじめました-（2008年4月24日 - 7月31日）

### ラジオドラマ
- くりきんRadio-くりーんきーぱーのラヂオはじめました-内ラジオドラマ 〜くりきん☆劇場〜（安田百合・女王 役）
- 声優道場ラジオドラマ デュアルハーツ（TBSラジオ、女将 役）
- 桃の缶詰内恐いもの見たさ学園ミステリー（世田谷FM、山田玲奈 役）

### 書籍・雑誌
- アスキーメディアワークス電撃オンラインゲームス Vol.7（声優紹介）
- NTT出版 「ステディ×スタディ」 公式設定&攻略ガイド（声優対談）

### 舞台
- 約束〜大切なもの（ゆりこ） 銀座小劇場・東京児童会館ホール
- おれと、あいつと…わたし（伊藤香織）新宿文化センター小ホール
- Sky 〜あの空の向こうに〜（風見由起子）国立オリンピックセンター小ホール・相鉄本多劇場
- WIND 〜あの時という場所にいつまでも僕がいた（沢木みちる）豊島区民センター文化ホール
- さくらの木の下で（安西さくら）北沢タウンホール

### 実写
- ニコ生☆エン劇（ニコニコ生放送、2010年4月17日ゲスト）
- 美声文庫（スカパー!エンタ!371、2011年1月28日）
- 秋葉原ぐだぐだ生放送（ニコニコ生放送、2012年3月23日ゲスト）
- 月刊エンタメ倶楽部　第1回　城姫クエスト特集（ニコニコ生放送、2014年10月22日）

### イベント
- 東京ゲームショウ（幕張メッセ）メインステージ・バンプレストブース
- 東京キャラクターショー（幕張メッセ）メインステージ・バンプレストブース
- 声優アイドルライヴ（渋谷ROCK WEST）
- トルバドールライヴ（池袋　デジタルアーツ東京）
- アニソンホリデーZ（あさがやドラム）
- アイディアファクトリーファン感謝祭（大田区産業プラザ）
- 緋色の欠片 〜あの空の下で〜 発売記念イベント
- 秋葉原電気外祭り3（秋葉原UDX、2010年8月12日）